# Ladson
Ladson is een plaats (census-designated place) in de Amerikaanse staat South Carolina, en valt bestuurlijk gezien onder Berkeley County en Charleston County.

## Demografie
Bij de volkstelling in 2000 werd het aantal inwoners vastgesteld op 13.264.

## Geografie
Volgens het United States Census Bureau beslaat de plaats een oppervlakte van
22,3 km², geheel bestaande uit land. Ladson ligt op ongeveer 12 m boven zeeniveau.

## Plaatsen in de nabije omgeving
De onderstaande figuur toont nabijgelegen plaatsen in een straal van 16 km rond Ladson.